# Китник очеретяний
Китник очеретяний, китник тростиновий (Alopecurus arundinaceus) — вид трав'янистих рослин з родини злакові (Poaceae), поширений у більшій частині Європи, пн.-зх. Африці, Азії крім півдня.

## Опис
Багаторічна рослина 50–150 см. Колоски довгасті, ≈ 4 мм завдовжки; колоскові луски на верхівці косо зрізані, з розбіжними назовні кінцями. Нижня квіткова луска тупа, на верхівці косо зрізана. Піхва верхнього стеблового листка трохи роздуте. Язичок 3–4 мм завдовжки. Рослина з довгим струнким кореневищем. Листові пластини сіро-зелені. Волоть широко циліндрична, 4–8 см, сіро-зелена, у зрілості чорнувата. Пиляки жовті, 2–3 мм. 2n = 28.

## Поширення
Поширений у більшій частині Європи, пн.-зх. Африці, Азії крім півдня; інтродукований до США й Канади.
Цей вид росте на вологих або засолених луках і берегах водних шляхів, або на горах до 1200 м.
Вид має статус CR у Ізраїлі. Ніяких заходів щодо збереження не існує. Захист цього виду рекомендується в Тунісі та Марокко.
В Україні вид зростає на вологих луках нерідко з б. м. засоленими ґрунтами — у Лісостепу, Степу та гірському Криму, зазвичай; в Поліссі, рідко; відомий також з 2 пунктів Львівської області.

## Використання
Кормова рослина.